# Banavasi
|  | Per a altres significats, vegeu «Província de Banavasi». |

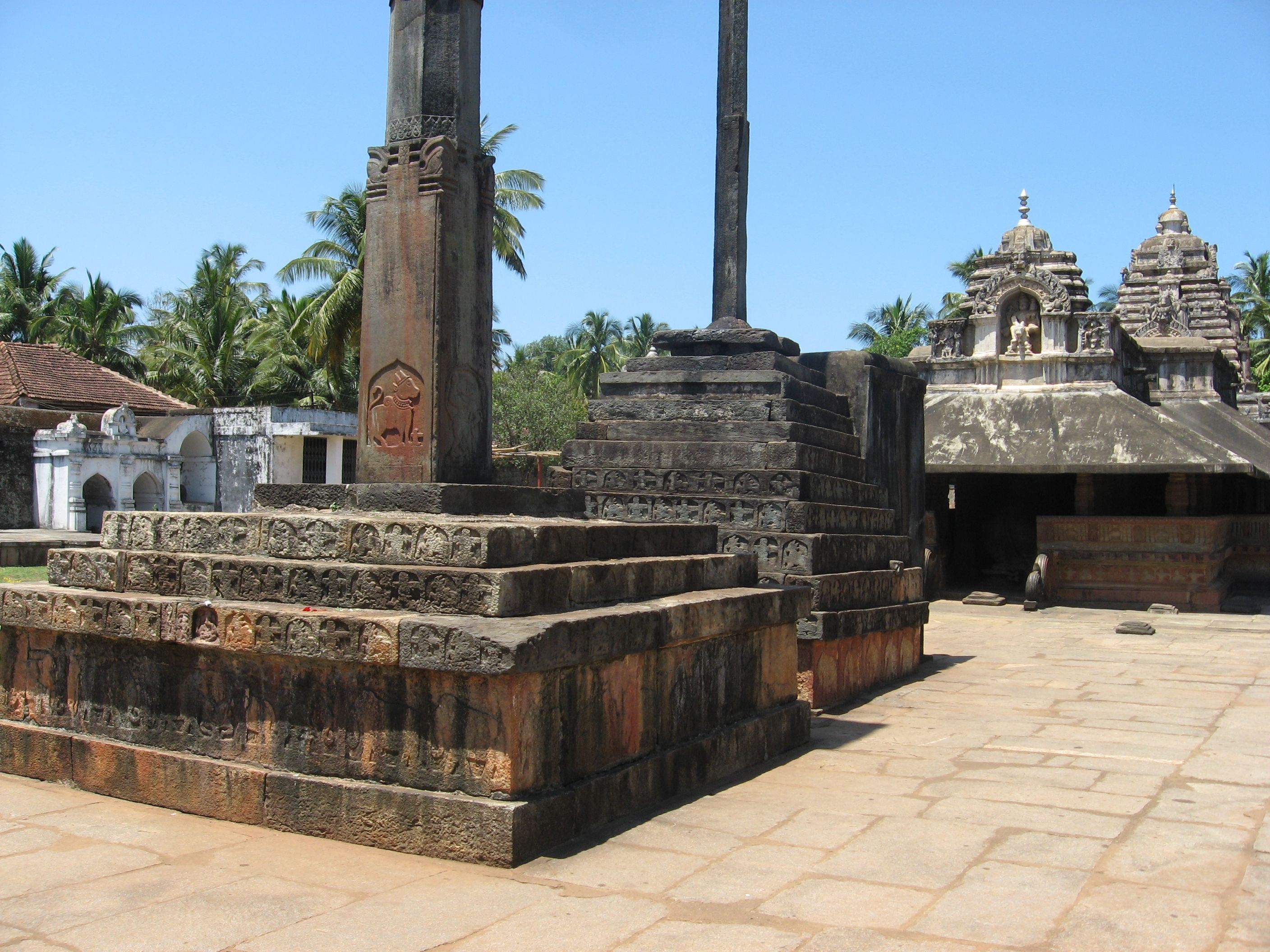
Temple de Madhukeshwara

Banavasi, també Vanavasi, en kannada ಬನವಾಸಿ, és una antiga ciutat amb un temple al districte d'Uttara Kannada, prop del límit amb el districte de Shivamogga a Karnataka. Està rodejada pel riu Varadha. Està a uns 20 km de Sirsi. La seva població el 1901 era de 2.260 habitants i no hi ha dades actuals.

## Història
L'esmenta Claudi Ptolemeu i apareix també a registres budistes del segle iii aC; a la meitat d'aquest segle Aixoka hi hauria enviat missioners. Fou una antiga ciutat capital dels Txutu i dels Kadamba (segles iii a V) que s'hi haurien establert vers el 345. S'han descobert unes inscripcions en monedes de coure del segle v, en kannada, que estan entre les primeres inscripcions en aquesta llengua. Adikavi Pampa, el primer poeta de Kannada, va escriure el seu poema èpic a Banavasi. Va romandre lligada als kadamba (sense ser capital) fins al començament del segle xiii. El 1220 i el 1278 va passar als deogiri Yadava; al segle xiv va passar als reis de Vijayanagar i finalment al segle xvii als senyor de Sonda (Índia). Fou part del Principat de Mysore.
Banavasi també fou una antiga província de l'Índia. Correspon a gran trets al districte de Shimoga i territoris adjacents a Karnataka. La província es va formar sota els Chalukyes al segle vi. La capital estava a Balligave, després anomenada Belgami). La província va agafar el nom de la ciutat de Banavasi antiga capital dels kadambes (segles II a V).

## Temple

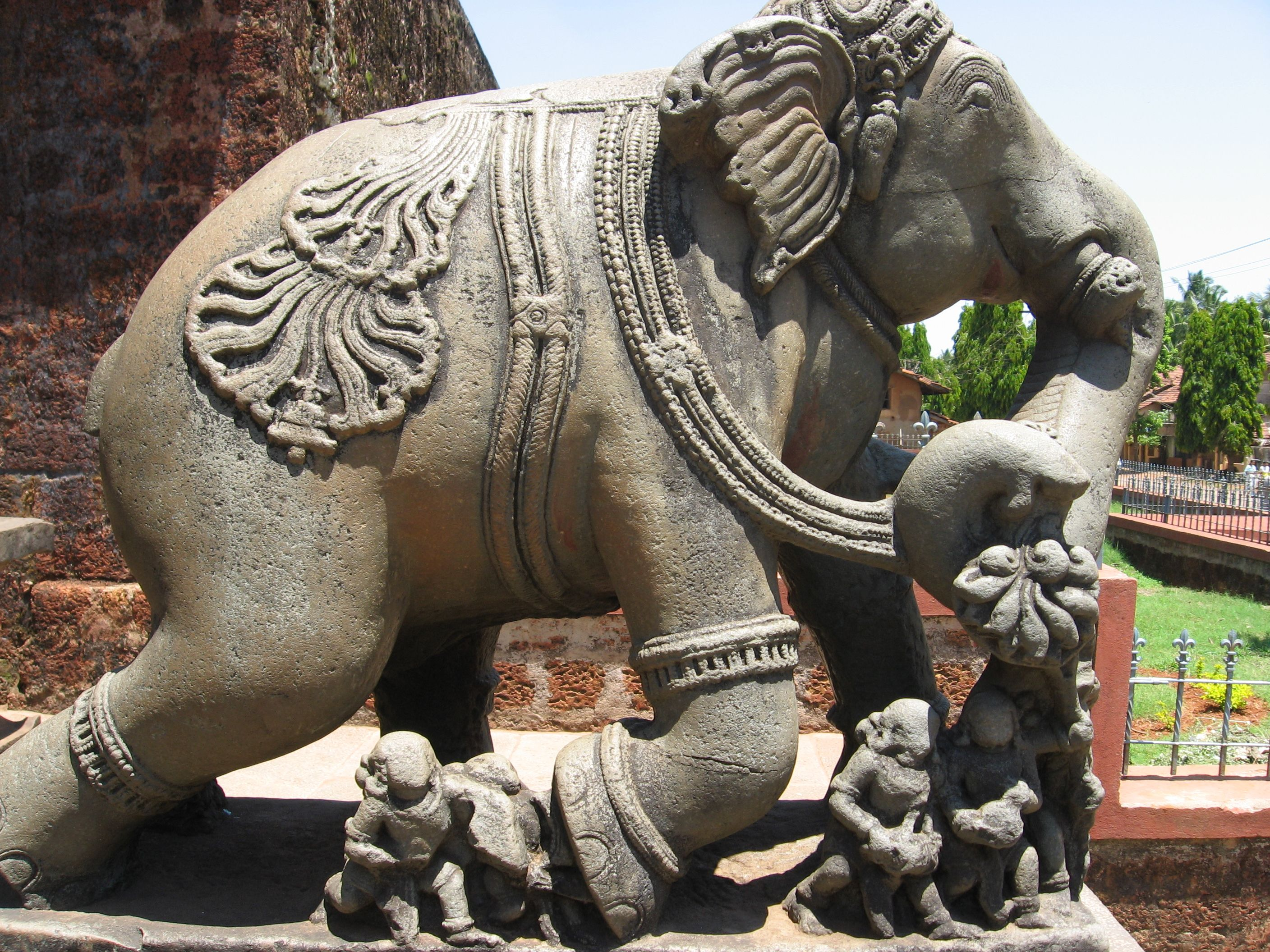
Elefants a l'entrada

El temple, dedicat a Xiva, inclou una magnífica figura de Nandi i una taula de granit amb 12 inscripcions d'entre els segles II i VII. Al març-abril de cada any s'hi fa una cerimònia a la que assisteixen uns milers de persones.

## Galeria d'imatges

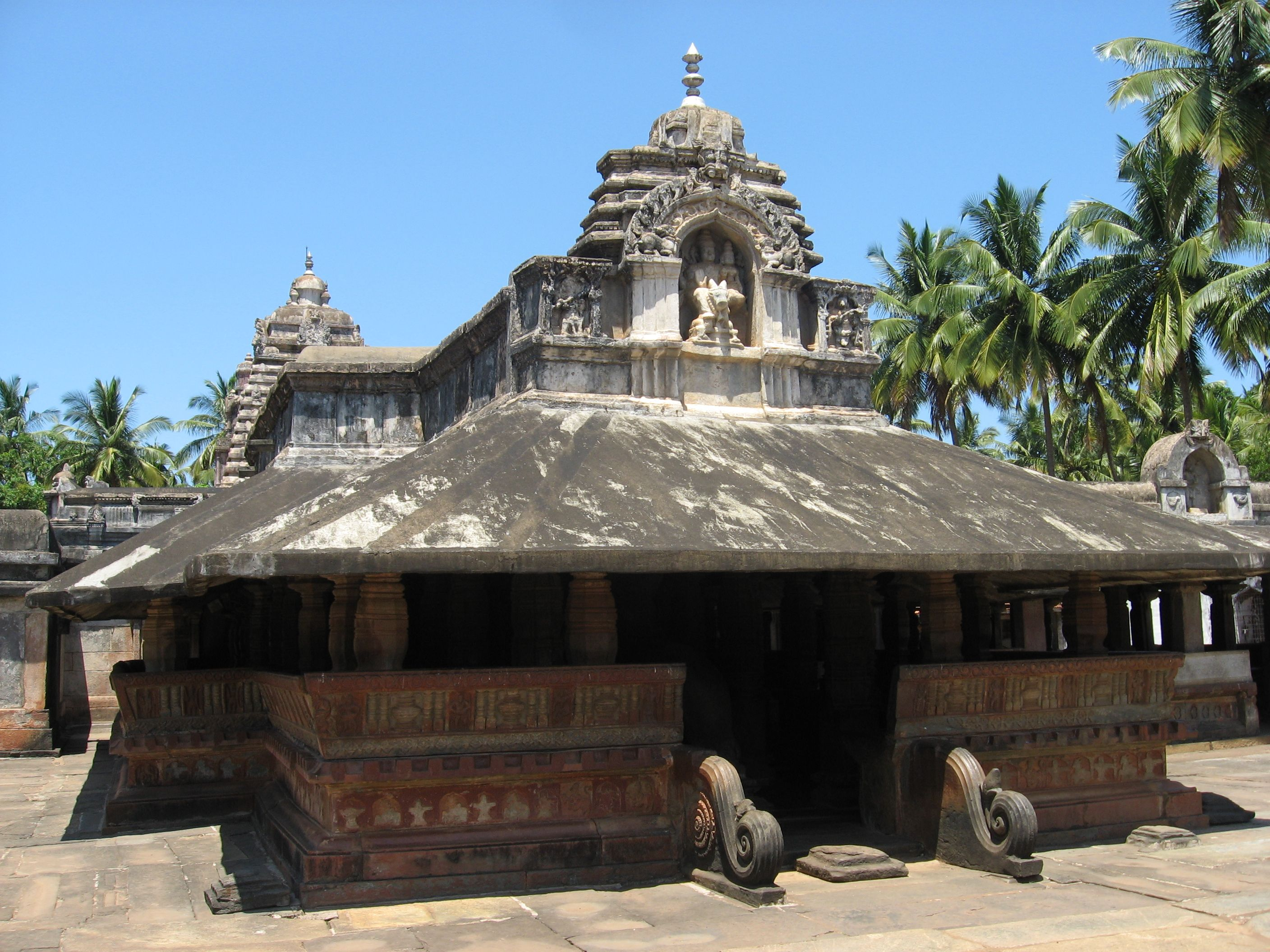
Temple de Madhukeshwara
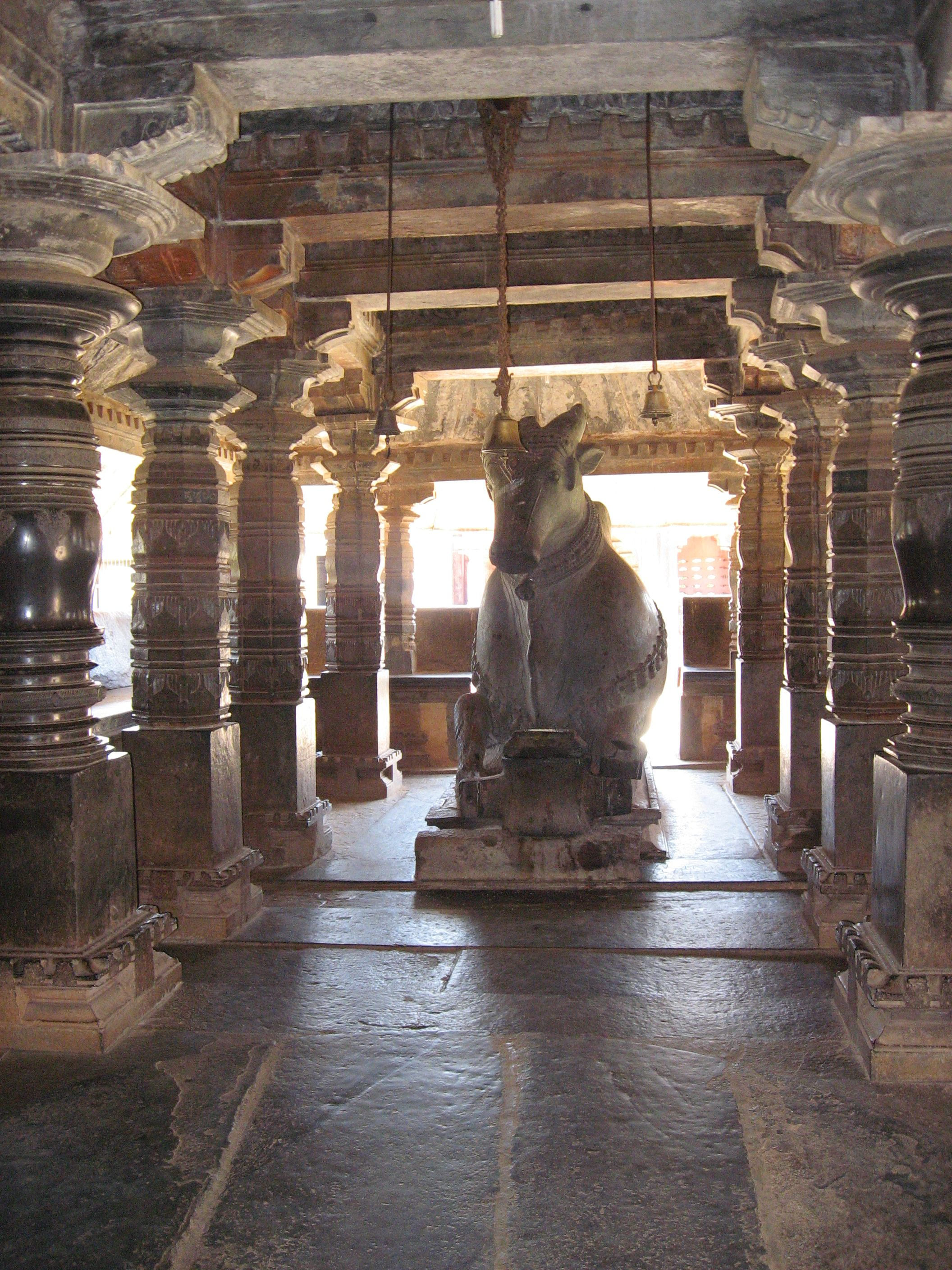
Nandhi
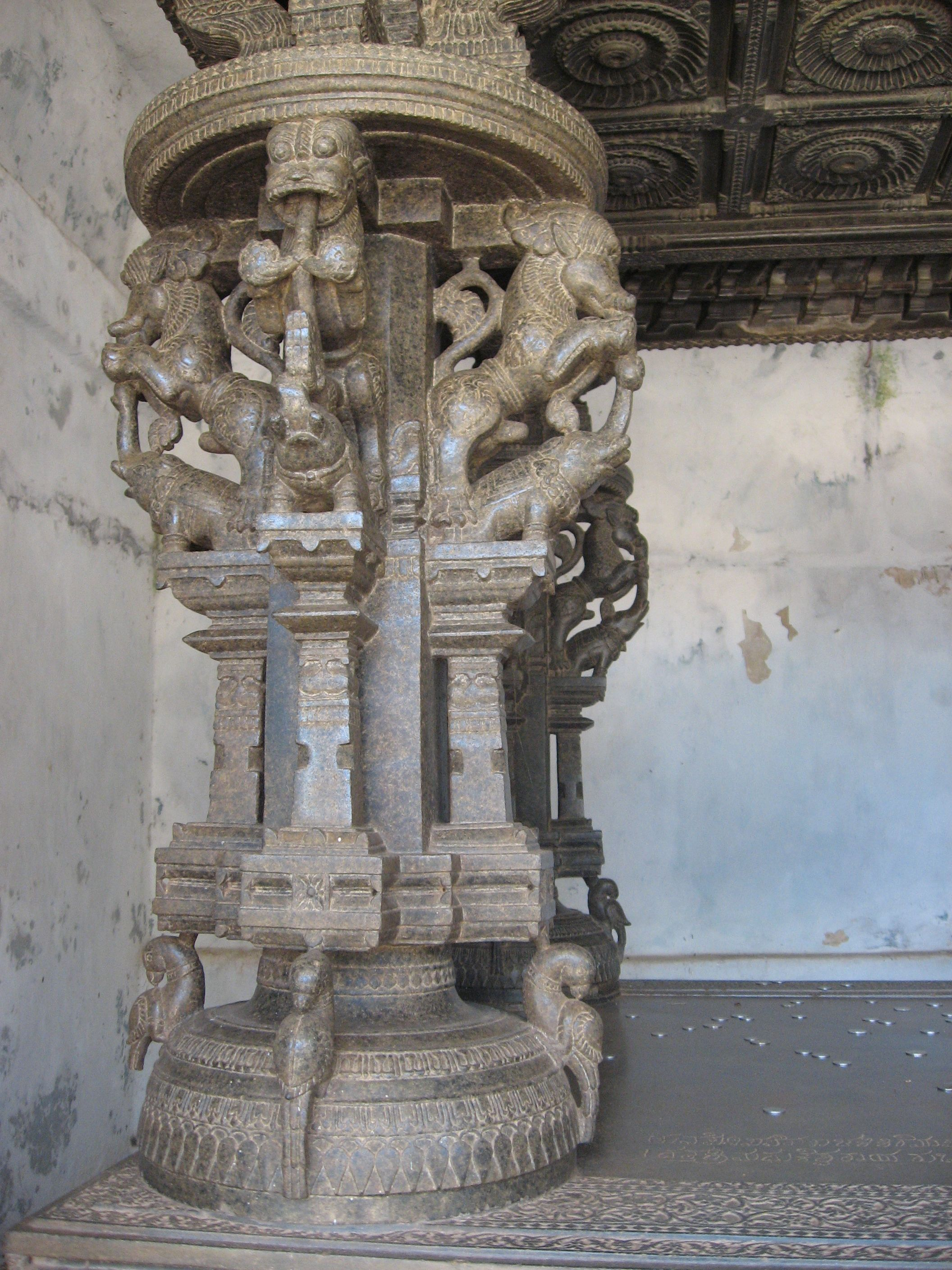
monument de pedra